# 愛的教育 (電視動畫)
《愛的教育》是一部日本電視動畫，由MBS电视台與日本動畫公司共同製作，於1981年4月3日至同年9月25日在TBS播出，全26集。動畫導演為岡部英二，音樂由服部克久負責。該作改編自愛德蒙多·德·亞米契斯的義大利兒童文學小說《愛的教育》。雖然該作並不屬於《世界名作劇場》系列的一部份，但也有些資料將其歸類於《可爾必思劇場》（カルピス劇場）中。
劇情主要描述19世紀義大利都灵的一群學生在校園中面對各種青春期的問題時，富有美德的老師透過動人的啟示來幫助他們度過難題，也使學生們學會了一件最重要的事：愛別人。
《愛的教育》播出後贏得了厚生省兒童福祉文化獎勵大獎。在台灣，《愛的教育》於1982年在臺灣電視公司頻道播出，以接檔《小飛龍》。

## 外部連結
- 《愛的教育》在Nippon Animation上的介紹 （页面存档备份，存于）
- 互联网电影数据库（IMDb）上《愛的教育》的资料（英文）